# Georg Kubisch
Georg Kubisch (* 19. November 1907 in Berlin; † 8. Juni 1940 in Guerbigny, Frankreich) war ein deutscher SS-Angehöriger. Kubisch war unter anderem von 1930 bis 1933 persönlicher Adjutant des NSDAP-Politikers Joseph Goebbels und später Angehöriger des Stabes des Reichsführers SS Heinrich Himmler.

## Leben und Tätigkeit
Kubisch war der Sohn des Gastwirtes Paul Kubisch (1875–1915), der als Teilnehmer des Ersten Weltkrieges fiel, und seiner Ehefrau Anna. Nach dem Schulbesuch absolvierte er eine Schlosserlehre in einer Reparaturwerkstatt.
Zum 20. Juli 1927 trat Kubisch in die NSDAP ein (Mitgliedsnummer 64.961). Er war eines der ersten Mitglieder der Berliner Sektion der Partei, die wenige Monate – im Oktober 1926 – von Joseph Goebbels geführt wurde. Etwa zur selben Zeit wurde er Mitglied der SA, dem Straßenkampfverband der Partei. Um 1930 wechselte er von der SA in die SS (SS-Nummer 2.619).
1930 wurde Kubisch vom Angriffs-Verlag, in dem Joseph Goebbels das politische Kampfblatt Der Angriff herausgab, als Kraftwagenfahrer angestellt und darauf zur ständigen Dienstleistung bei Goebbels abgestellt. Als Stellvertreter von Goebbels’ damaligen Hauptchauffeur Albert Tonak fungierte er in den folgenden zweieinhalb Jahren als ständiger Begleiter des Berliner Gauleiters, dem er als Chauffeur, Leibwächter und Adjutant diente. Im Herbst 1932 überfiel Kubisch den Journalisten Wilhelm Bruhn, der einen kritischen Artikel über Goebbels und dessen Ehefrau verfasst hatte, in seiner Wohnung und schlug ihn brutal zusammen. Goebbels notierte hierzu in seinem Tagebuch:
„Kubisch hat den Sklarek-Schieber Bruhn mit der Reitpeitsche verprügelt. In seiner eigenen Wohnung. Er hatte in seiner Zeitung ‚Wahrheit‘ Magda auf das Schmählichste beleidigt. Bravo!“.

Am 31. Januar 1933 wurde Kubisch von Goebbels in eine seiner ersten größeren Propagandaaktionen nach dem Machtantritt der Nationalsozialisten eingespannt: An diesem Tag beteiligte er sich in einer Doppelrolle an einer Radioansprache, die sein Chef anlässlich der Ernennung Hitlers zum Reichskanzler hielt, um das Volk auf die neue Zeit einzustimmen. In der betreffenden Sendung, die die Bildung der neuen Regierung Kabinett Hitler und den Aufbruch in eine „große neue Zeit“ feierte, übernahm Kubisch neben Goebbels, der sich als Vertreter der NS-Führung an das Volk richtete, die Rolle des Repräsentanten der Masse der einfachen Parteimitglieder, deren Meinung über die „nationale Erhebung“ er zum Ausdruck zu bringen versuchte. Außerdem musste er einen Angehörigen des Frontsoldatenbundes Stahlhelm, der ebenfalls in der Sendung auftreten sollte, aber verhindert war, vertreten, so dass er außer als er selbst in einem Akt der Verstellung in der Sendung auch als eine vermeintlich zweite Person, eben als Stahlhelm-Angehöriger, auftrat.
Im Februar 1933 wurde Kubisch von Goebbels als Chauffeur und Adjutant entlassen. In seinem Tagebuch notierte der bald danach zum Reichspropagandaminister avancierte Politiker zu den Gründen für diesen Schritt, dass Kubisch ihn „betrogen“ habe „durch X Schwarzfahrten [im Dienstwagen] mit zweifelhaften Mädels“. Im Mai 1933 wurde Kubisch in den Dienst des Reichsluftfahrtministeriums genommen, bevor er im August 1933 als Kriminalangestellter in das Geheime Staatspolizeiamt (Gestapa) eintrat. Spätestens im Frühjahr 1934 bekleidete er die Stellung des Leiters der Kraftwagenabteilung des Gestapa. Außerdem fungierte er zu dieser Zeit als Kommandoführer in der Wachmannschaft des Berliner KZ Columbiahaus. Im Mai 1934 nahm er an einem Polizeianwärterkursus in der Polizeischule Eiche bei Potsdam teil.
Im Sommer 1934 wurde Kubisch innerhalb der SS von Berlin nach München versetzt, und dort der Politischen Bereitschaft zugeteilt. Im selben Jahr lernte er Maria Reiter kennen, eine frühere Bekannte Hitlers, mit der er bald darauf eine Beziehung begann und die er im Februar 1936 heiratete.
Seit 1940 nahm Kubisch als Angehöriger der Waffen-SS am Zweiten Weltkrieg teil. Er starb im Juni 1940 bei der Schlacht von Dünkirchen.

## Beförderungen
- 30. Januar 1933: SS-Untersturmführer
- 9. November 1933: SS-Obersturmführer
- 9. Mai 1934: SS-Hauptsturmführer